# Salmo 107

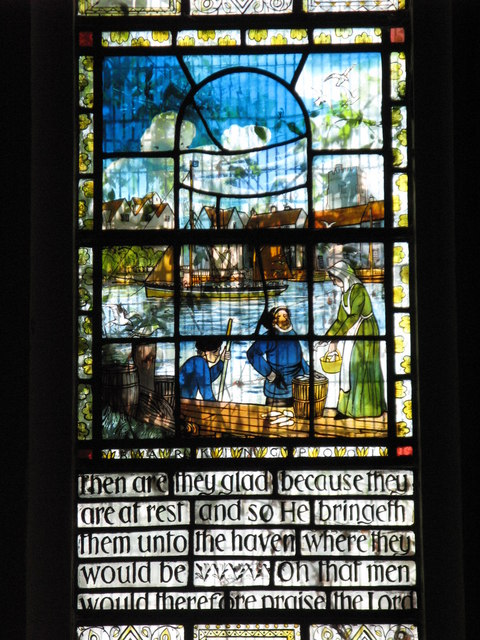
Versículos 30-31 citados en la vidriera de la iglesia de Santa Margarita, Barking Abbey

El Salmo 107 es el salmo 107 del Libro de los Salmos, que comienza en inglés en la versión de la Biblia del rey Jacobo: «Dad gracias al Señor, porque él es bueno; porque su misericordia es eterna». El Libro de los Salmos forma parte de la tercera sección del Tanaj, la Biblia hebrea, y es un libro del Antiguo Testamento cristiano. En el sistema de numeración ligeramente diferente utilizado en las traducciones griega Septuaginta y latina Vulgata de la Biblia, este salmo es el «Salmo 106». En latín, se conoce por el íncipit, «Confitemini Domino quoniam bonus». Es el primer salmo del Libro 5 del salterio hebreo. Alexander Kirkpatrick señala que este salmo y el anterior, el salmo 106, «están estrechamente relacionados», argumentando que «la división de los libros cuarto y quinto no se corresponde con ninguna diferencia de fuente o carácter, como es el caso en los otros libros». El Salmo 107 es un canto de acción de gracias a Dios, que ha sido misericordioso con su pueblo y ha reunido a todos los que estaban perdidos. Es muy apreciado por los marineros debido a su referencia a los barcos y al mar (v. 23)
El salmo 107 se utiliza tanto en la liturgia judía como en la cristiana. Ha sido parafraseado en himnos y puesto en música, como la Sinfonía coral de George Dyson y el Lobgesang de Mendelssohn.

## Texto
La siguiente tabla muestra el texto en hebreo del Salmo con vocales, junto con el texto en griego koiné de la Septuaginta y la traducción al español de la Biblia del Rey Jacobo. Tenga en cuenta que el significado puede diferir ligeramente entre estas versiones, ya que la Septuaginta y el texto masorético provienen de tradiciones textuales diferentes.  En la Septuaginta, este salmo está numerado como Salmo 106.
| #  | Hebreo                                          | Español | Griego                                                                                          |
| -- | ----------------------------------------------- | --- | ----------------------------------------------------------------------------------------------- |
| 1  | הֹד֣וּ לַיהֹוָ֣ה כִּי־ט֑וֹב כִּ֖י לְעוֹלָ֣ם חַסְדּֽוֹ׃                 | Dad gracias al Señor, porque él es bueno; porque su misericordia es eterna.                                            | ᾿Αλληλούϊα. - ΕΞΟΜΟΛΟΓΕΙΣΘΕ τῷ Κυρίῳ, ὅτι χρηστός, ὅτι εἰς τὸν αἰῶνα τὸ ἔλεος αὐτοῦ·            |
| 2  | Yom'ru Ge'ul'ei YHWH 'Asher Ge'al'am MiYad-Tzar | Que lo digan los redimidos del Señor, a quienes él ha redimido de la mano del enemigo;                                 | εἰπάτωσαν οἱ λελυτρωμένοι ὑπὸ Κυρίου, οὓς ἐλυτρώσατο ἐκ χειρὸς ἐχθροῦ.                          |
| 3  | וּֽמֵאֲרָצ֗וֹת קִ֫בְּצָ֥ם מִמִּזְרָ֥ח וּמִֽמַּעֲרָ֑ב מִצָּפ֥וֹן וּמִיָּֽם׃           | Y los reunió de todas las tierras, del este y del oeste, del norte y del sur.                                          | ἐκ τῶν χωρῶν συνήγαγεν αὐτούς, ἀπὸ ἀνατολῶν καὶ δυσμῶν καὶ βοῤῥᾶ καὶ θαλάσσης.                  |
| 4  | תָּע֣וּ בַ֭מִּדְבָּר בִּישִׁימ֣וֹן דָּ֑רֶךְ עִ֥יר מ֝וֹשָׁ֗ב לֹ֣א מָצָֽאוּ׃         | Vagaban por el desierto sin rumbo fijo; no encontraban ciudad donde habitar.                                           | ἐπλανήθησαν ἐν τῇ ἐρήμῳ ἐν γῇ ἀνύδρῳ, ὁδὸν πόλεως κατοικητηρίου οὐχ εὗρον,                      |
| 5  | רְעֵבִ֥ים גַּם־צְמֵאִ֑ים נַ֝פְשָׁ֗ם בָּהֶ֥ם תִּתְעַטָּֽף׃                  | Hambrientos y sedientos, su alma desfallecía en ellos.                                                                 | πεινῶντες καὶ διψῶντες, ἡ ψυχὴ αὐτῶν ἐν αὐτοῖς ἐξέλιπε·                                         |
| 6  | וַיִּצְעֲק֣וּ אֶל־יְ֭הֹוָה בַּצַּ֣ר לָהֶ֑ם מִ֝מְּצ֥וּקוֹתֵיהֶ֗ם יַצִּילֵֽם׃        | Entonces clamaron al Señor en su angustia, y él los libró de sus aflicciones.                                          | καὶ ἐκέκραξαν πρὸς Κύριον ἐν τῷ θλίβεσθαι αὐτούς, καὶ ἐκ τῶν ἀναγκῶν αὐτῶν ἐῤῥύσατο αὐτοὺς      |
| 7  | וַֽ֭יַּדְרִיכֵם בְּדֶ֣רֶךְ יְשָׁרָ֑ה לָ֝לֶ֗כֶת אֶל־עִ֥יר מוֹשָֽׁב׃             | Y los condujo por el camino recto, para que fueran a una ciudad habitada.                                              | καὶ ὡδήγησεν αὐτοὺς εἰς ὁδὸν εὐθεῖαν τοῦ πορευθῆναι εἰς πόλιν κατοικητηρίου.                    |
| 8  | יוֹד֣וּ לַיהֹוָ֣ה חַסְדּ֑וֹ וְ֝נִפְלְאוֹתָ֗יו לִבְנֵ֥י אָדָֽם׃             | ¡Oh, que los hombres alaben al Señor por su bondad, y por sus maravillosas obras para con los hijos de los hombres!    | ἐξομολογησάσθωσαν τῷ Κυρίῳ τὰ ἐλέη αὐτοῦ καὶ τὰ θαυμάσια αὐτοῦ τοῖς υἱοῖς τῶν ἀνθρώπων,         |
| 9  | כִּֽי־הִ֭שְׂבִּיעַ נֶ֣פֶשׁ שֹׁקֵקָ֑ה וְנֶ֥פֶשׁ רְ֝עֵבָ֗ה מִלֵּא־טֽוֹב׃            | Porque sacia al alma sedienta y llena de bien a la alma hambrienta.                                                    | ὅτι ἐχόρτασε ψυχὴν κενὴν καὶ πεινῶσαν ἐνέπλησεν ἀγαθῶν.                                         |
| 10 | יֹ֭שְׁבֵי חֹ֣שֶׁךְ וְצַלְמָ֑וֶת אֲסִירֵ֖י עֳנִ֣י וּבַרְזֶֽל׃                | Tales como los que están sentados en tinieblas y en sombra de muerte, atados por aflicción y hierro;                   | καθημένους ἐν σκότει καὶ σκιᾷ θανάτου, πεπεδημένους ἐν πτωχείᾳ καὶ σιδήρῳ,                      |
| 11 | כִּֽי־הִמְר֥וּ אִמְרֵי־אֵ֑ל וַעֲצַ֖ת עֶלְי֣וֹן נָאָֽצוּ׃                | Porque se rebelaron contra las palabras de Dios y despreciaron el consejo del Altísimo:                                | ὅτι παρεπίκραναν τὰ λόγια τοῦ Θεοῦ, καὶ τὴν βουλὴν τοῦ ῾Υψίστου παρώξυναν,                      |
| 12 | וַיַּכְנַ֣ע בֶּעָמָ֣ל לִבָּ֑ם כָּ֝שְׁל֗וּ וְאֵ֣ין עֹזֵֽר׃                   | Por eso abatió su corazón con trabajo; cayeron, y no había quien les ayudara.                                          | καὶ ἐταπεινώθη ἐν κόποις ἡ καρδία αὐτῶν, ἠσθένησαν, καὶ οὐκ ἦν ὁ βοηθῶν·                        |
| 13 | וַיִּזְעֲק֣וּ אֶל־יְ֭הֹוָה בַּצַּ֣ר לָהֶ֑ם מִ֝מְּצֻ֥קוֹתֵיהֶ֗ם יוֹשִׁיעֵֽם׃        | Entonces clamaron al Señor en su angustia, y él los salvó de sus aflicciones.                                          | καὶ ἐκέκραξαν πρὸς Κύριον ἐν τῷ θλίβεσθαι αὐτούς, καὶ ἐκ τῶν ἀναγκῶν αὐτῶν ἔσωσεν αὐτοὺς        |
| 14 | י֭וֹצִיאֵם מֵחֹ֣שֶׁךְ וְצַלְמָ֑וֶת וּמוֹסְר֖וֹתֵיהֶ֣ם יְנַתֵּֽק׃             | Los sacó de la oscuridad y de la sombra de la muerte, y rompió sus ataduras.                                           | καὶ ἐξήγαγεν αὐτοὺς ἐκ σκότους καὶ σκιᾶς θανάτου καὶ τοὺς δεσμοὺς αὐτῶν διέρρηξεν.              |
| 15 | יוֹד֣וּ לַיהֹוָ֣ה חַסְדּ֑וֹ וְ֝נִפְלְאוֹתָ֗יו לִבְנֵ֥י אָדָֽם׃             | 15 ¡Oh, que los hombres alaben al Señor por su bondad, y por sus maravillosas obras para con los hijos de los hombres! | ἐξομολογησάσθωσαν τῷ Κυρίῳ τὰ ἐλέη αὐτοῦ καὶ τὰ θαυμάσια αὐτοῦ τοῖς υἱοῖς τῶν ἀνθρώπων,         |
| 16 | כִּֽי־שִׁ֭בַּר דַּלְת֣וֹת נְחֹ֑שֶׁת וּבְרִיחֵ֖י בַרְזֶ֣ל גִּדֵּֽעַ׃              | Porque ha roto las puertas de bronce y ha cortado los cerrojos de hierro.                                              | ὅτι συνέτριψε πύλας χαλκᾶς καὶ μοχλοὺς σιδηροῦς συνέθλασεν.                                     |
| 17 | אֱ֭וִלִים מִדֶּ֣רֶךְ פִּשְׁעָ֑ם וּֽ֝מֵעֲוֺ֥נֹתֵיהֶ֗ם יִתְעַנּֽוּ׃                | Los necios, por su transgresión, y por sus iniquidades, son afligidos.                                                 | ἀντελάβετο αὐτῶν ἐξ ὁδοῦ ἀνομίας αὐτῶν, διὰ γὰρ τὰς ἀνομίας αὐτῶν ἐταπεινώθησαν·                |
| 18 | כׇּל־אֹ֭כֶל תְּתַעֵ֣ב נַפְשָׁ֑ם וַ֝יַּגִּ֗יעוּ עַד־שַׁ֥עֲרֵי־מָֽוֶת׃            | Su alma aborrece toda clase de comida, y se acercan a las puertas de la muerte.                                        | πᾶν βρῶμα ἐβδελύξατο ἡ ψυχὴ αὐτῶν, καὶ ἤγγισαν ἕως τῶν πυλῶν τοῦ θανάτου·                       |
| 19 | וַיִּזְעֲק֣וּ אֶל־יְ֭הֹוָה בַּצַּ֣ר לָהֶ֑ם מִ֝מְּצֻ֥קוֹתֵיהֶ֗ם יוֹשִׁיעֵֽם׃        | Entonces claman al Señor en su angustia, y él los salva de sus aflicciones.                                            | καὶ ἐκέκραξαν πρὸς Κύριον ἐν τῷ θλίβεσθαι αὐτούς, καὶ ἐκ τῶν ἀναγκῶν αὐτῶν ἔσωσεν αὐτούς,       |
| 20 | יִשְׁלַ֣ח דְּ֭בָרוֹ וְיִרְפָּאֵ֑ם וִ֝ימַלֵּ֗ט מִשְּׁחִֽיתוֹתָֽם׃                | Él envió su palabra y los sanó, y los libró de sus destrucciones.                                                      | ἀπέστειλε τὸν λόγον αὐτοῦ καὶ ἰάσατο αὐτοὺς καὶ ἐρρύσατο αὐτοὺς ἐκ τῶν διαφθορῶν αὐτῶν.         |
| 21 | יוֹד֣וּ לַיהֹוָ֣ה חַסְדּ֑וֹ וְ֝נִפְלְאוֹתָ֗יו לִבְנֵ֥י אָדָֽם׃             | ¡Oh, que los hombres alaben al Señor por su bondad, y por sus maravillosas obras a los hijos de los hombres!           | ἐξομολογησάσθωσαν τῷ Κυρίῳ τὰ ἐλέη αὐτοῦ καὶ τὰ θαυμάσια αὐτοῦ τοῖς υἱοῖς τῶν ἀνθρώπων          |
| 22 | וְ֭יִזְבְּחוּ זִבְחֵ֣י תוֹדָ֑ה וִיסַפְּר֖וּ מַעֲשָׂ֣יו בְּרִנָּֽה׃             | Y ofrezcan sacrificios de acción de gracias, y proclamen sus obras con alegría.                                        | καὶ θυσάτωσαν αὐτῷ θυσίαν αἰνέσεως καὶ ἐξαγγειλάτωσαν τὰ ἔργα αὐτοῦ ἐν ἀγαλλιάσει.              |
| 23 | ׆ יוֹרְדֵ֣י הַ֭יָּם בׇּאֳנִיּ֑וֹת עֹשֵׂ֥י מְ֝לָאכָ֗ה בְּמַ֣יִם רַבִּֽים׃         | Los que descienden al mar en naves, que hacen negocios en aguas profundas;                                             | οἱ καταβαίνοντες εἰς θάλασσαν ἐν πλοίοις, ποιοῦντες ἐργασίαν ἐν ὕδασι πολλοῖς,                  |
| 24 | ׆ הֵ֣מָּה רָ֭אוּ מַעֲשֵׂ֣י יְהֹוָ֑ה וְ֝נִפְלְאוֹתָ֗יו בִּמְצוּלָֽה׃           | Estos ven las obras del Señor y sus maravillas en las profundidades.                                                   | αὐτοὶ εἶδον τὰ ἔργα Κυρίου καὶ τὰ θαυμάσια αὐτοῦ ἐν τῷ βυθῷ.                                    |
| 25 | ׆ וַיֹּ֗אמֶר וַֽ֭יַּעֲמֵד ר֣וּחַ סְעָרָ֑ה וַתְּרוֹמֵ֥ם גַּלָּֽיו׃             | Porque él manda, y levanta el viento tempestuoso, que levanta sus olas.                                                | εἶπε, καὶ ἔστη πνεῦμα καταιγίδος, καὶ ὑψώθη τὰ κύματα αὐτῆς·                                    |
| 26 | ׆ יַעֲל֣וּ שָׁ֭מַיִם יֵרְד֣וּ תְהוֹמ֑וֹת נַ֝פְשָׁ֗ם בְּרָעָ֥ה תִתְמוֹגָֽג׃       | Se elevan hasta los cielos, vuelven a descender a las profundidades: su alma se derrite a causa de la angustia.        | ἀναβαίνουσιν ἕως τῶν οὐρανῶν καὶ καταβαίνουσιν ἕως τῶν ἀβύσσων, ἡ ψυχὴ αὐτῶν ἐν κακοῖς ἐτήκετο· |
| 27 | ׆ יָח֣וֹגּוּ וְ֭יָנוּעוּ כַּשִּׁכּ֑וֹר וְכׇל־חׇ֝כְמָתָ֗ם תִּתְבַּלָּֽע׃           | Se tambalean y se tambalean como un borracho, y están al límite de sus fuerzas.                                        | ἐταράχθησαν, ἐσαλεύθησαν ὡς ὁ μεθύων, καὶ πᾶσα ἡ σοφία αὐτῶν κατεπόθη·                          |
| 28 | ׆ וַיִּצְעֲק֣וּ אֶל־יְ֭הֹוָה בַּצַּ֣ר לָהֶ֑ם וּֽ֝מִמְּצ֥וּקֹתֵיהֶ֗ם יוֹצִיאֵֽם׃     | Entonces claman al Señor en su angustia, y él los saca de sus aflicciones.                                             | καὶ ἐκέκραξαν πρὸς Κύριον ἐν τῷ θλίβεσθαι αὐτούς, καὶ ἐκ τῶν ἀναγκῶν αὐτῶν ἐξήγαγεν αὐτοὺς      |
| 29 | יָקֵ֣ם סְ֭עָרָה לִדְמָמָ֑ה וַ֝יֶּחֱשׁ֗וּ גַּלֵּיהֶֽם׃                     | Él calma la tormenta, y las olas se aquietan.                                                                          | καὶ ἐπέταξε τῇ καταιγίδι, καὶ ἔστη εἰς αὔραν, καὶ ἐσίγησαν τὰ κύματα αὐτῆς·                     |
| 30 | וַיִּשְׂמְח֥וּ כִֽי־יִשְׁתֹּ֑קוּ וַ֝יַּנְחֵ֗ם אֶל־מְח֥וֹז חֶפְצָֽם׃             | Entonces se alegran porque están tranquilos; así los lleva al puerto deseado.                                          | καὶ εὐφράνθησαν, ὅτι ἡσύχασαν, καὶ ὡδήγησεν αὐτοὺς ἐπὶ λιμένα θελήματος αὐτοῦ.                  |
| 31 | יוֹד֣וּ לַיהֹוָ֣ה חַסְדּ֑וֹ וְ֝נִפְלְאוֹתָ֗יו לִבְנֵ֥י אָדָֽם׃             | ¡Oh, que los hombres alaben al Señor por su bondad, y por sus maravillosas obras para con los hijos de los hombres!    | ἐξομολογησάσθωσαν τῷ Κυρίῳ τὰ ἐλέη αὐτοῦ καὶ τὰ θαυμάσια αὐτοῦ τοῖς υἱοῖς τῶν ἀνθρώπων.         |
| 32 | וִֽ֭ירוֹמְמוּהוּ בִּקְהַל־עָ֑ם וּבְמוֹשַׁ֖ב זְקֵנִ֣ים יְהַלְלֽוּהוּ׃         | Que también lo exalten en la congregación del pueblo, y lo alaben en la asamblea de los ancianos.                      | ὑψωσάτωσαν αὐτὸν ἐν ἐκκλησίᾳ λαοῦ καὶ ἐν καθέδρᾳ πρεσβυτέρων αἰνεσάτωσαν αὐτόν.                 |
| 33 | יָשֵׂ֣ם נְהָר֣וֹת לְמִדְבָּ֑ר וּמֹצָ֥אֵי מַ֝֗יִם לְצִמָּאֽוֹן׃               | Él convierte los ríos en un desierto, y las fuentes de agua en tierra seca;                                            | ἔθετο ποταμοὺς εἰς ἔρημον καὶ διεξόδους ὑδάτων εἰς δίψαν,                                       |
| 34 | אֶ֣רֶץ פְּ֭רִי לִמְלֵחָ֑ה מֵ֝רָעַ֗ת י֣וֹשְׁבֵי בָֽהּ׃                    | Una tierra fértil en estéril, por la maldad de los que la habitan.                                                     | γῆν καρποφόρον εἰς ἅλμην ἀπὸ κακίας τῶν κατοικούντων ἐν αὐτῇ.                                   |
| 35 | יָשֵׂ֣ם מִ֭דְבָּר לַאֲגַם־מַ֑יִם וְאֶ֥רֶץ צִ֝יָּ֗ה לְמֹצָ֥אֵי מָֽיִם׃           | Él convierte el desierto en un lago, y la tierra seca en manantiales.                                                  | ἔθετο ἔρημον εἰς λίμνας ὑδάτων καὶ γῆν ἄνυδρον εἰς διεξόδους ὑδάτων.                            |
| 36 | וַיּ֣וֹשֶׁב שָׁ֣ם רְעֵבִ֑ים וַ֝יְכוֹנְנ֗וּ עִ֣יר מוֹשָֽׁב׃                | Y allí hizo habitar a los hambrientos, para que fundaran una ciudad en que morasen;                                    | καὶ κατῴκισεν ἐκεῖ πεινῶντας, καὶ συνεστήσαντο πόλεις κατοικεσίας                               |
| 37 | וַיִּזְרְע֣וּ שָׂ֭דוֹת וַיִּטְּע֣וּ כְרָמִ֑ים וַ֝יַּעֲשׂ֗וּ פְּרִ֣י תְבוּאָֽה׃        | Y sembraron los campos y plantaron viñedos, que daban frutos abundantes.                                               | καὶ ἔσπειραν ἀγροὺς καὶ ἐφύτευσαν ἀμπελῶνας καὶ ἐποίησαν καρπὸν γεννήματος,                     |
| 38 | וַיְבָרְכֵ֣ם וַיִּרְבּ֣וּ מְאֹ֑ד וּ֝בְהֶמְתָּ֗ם לֹ֣א יַמְעִֽיט׃               | Él también los bendice, para que se multipliquen en gran manera; y no permite que disminuya su ganado.                 | καὶ εὐλόγησεν αὐτούς, καὶ ἐπληθύνθησαν σφόδρα, καὶ τὰ κτήνη αὐτῶν οὐκ ἐσμίκρυνε.                |
| 39 | וַיִּמְעֲט֥וּ וַיָּשֹׁ֑חוּ מֵעֹ֖צֶר רָעָ֣ה וְיָגֽוֹן׃                    | De nuevo, son disminuidos y humillados por la opresión, la aflicción y el dolor.                                       | καὶ ὠλιγώθησαν καὶ ἐκακώθησαν ἀπὸ θλίψεως κακῶν καὶ ὀδύνης.                                     |
| 40 | ׆ שֹׁפֵ֣ךְ בּ֭וּז עַל־נְדִיבִ֑ים וַ֝יַּתְעֵ֗ם בְּתֹ֣הוּ לֹא־דָֽרֶךְ׃          | Derrama desprecio sobre los príncipes y los hace vagar por el desierto, donde no hay camino.                           | ἐξεχύθη ἐξουδένωσις ἐπ᾿ ἄρχοντας αὐτῶν, καὶ ἐπλάνησεν αὐτοὺς ἐν ἀβάτῳ καὶ οὐχ ὁδῷ.              |
| 41 | וַיְשַׂגֵּ֣ב אֶבְי֣וֹן מֵע֑וֹנִי וַיָּ֥שֶׂם כַּ֝צֹּ֗אן מִשְׁפָּחֽוֹת׃             | Sin embargo, él eleva a los pobres de la aflicción y les da familias como un rebaño.                                   | καὶ ἐβοήθησε πένητι ἐκ πτωχείας καὶ ἔθετο ὡς πρόβατα πατριάς.                                   |
| 42 | יִרְא֣וּ יְשָׁרִ֣ים וְיִשְׂמָ֑חוּ וְכׇל־עַ֝וְלָ֗ה קָ֣פְצָה פִּֽיהָ׃            | Los justos lo verán y se regocijarán, y toda iniquidad cerrará su boca.                                                | ὄψονται εὐθεῖς καὶ εὐφρανθήσονται, καὶ πᾶσα ἀνομία ἐμφράξει τὸ στόμα αὐτῆς.                     |
| 43 | מִי־חָכָ֥ם וְיִשְׁמׇר־אֵ֑לֶּה וְ֝יִתְבּוֹנְנ֗וּ חַֽסְדֵ֥י יְהֹוָֽה׃            | Quien sea sabio y observe estas cosas, comprenderá la misericordia del Señor.                                          | τίς σοφὸς καὶ φυλάξει ταῦτα καὶ συνήσει τὰ ἐλέη τοῦ Κυρίου;                                     |

### Versión Reina-Valera 1960
1. Dad gracias a Jehová, porque él es bueno; porque para siempre es su misericordia.
2. Digan esto los redimidos de Jehová, los que él redimió de la mano del enemigo.
3. Y los reunió de las tierras del oriente y del occidente, del norte y del sur.
4. Vagaban por el desierto, por un camino solitario; no hallaron ciudad para habitar.
5. Hambrientos y sedientos, su alma desfallecía en ellos.
6. Entonces clamaron al Señor en su angustia, y él los libró de sus aflicciones.
7. Y los guió por el camino recto, para que pudieran ir a una ciudad habitada.
8. ¡Oh, que los hombres alabaran al Señor por su bondad y por sus maravillosas obras para con los hijos de los hombres!
9. Porque él sacia el alma anhelante y llena de bondad el alma hambrienta.
10. Los que están sentados en la oscuridad y en la sombra de la muerte, atados en la aflicción y el hierro;
11. Porque se rebelaron contra las palabras de Dios y despreciaron el consejo del Altísimo:
12. Por eso él abatió su corazón con trabajo; cayeron y no hubo quien los ayudara.
13. Entonces clamaron al SEÑOR en su angustia, y él los salvó de sus aflicciones.
14. Los sacó de las tinieblas y de la sombra de la muerte, y rompió sus ataduras.
15. 15 ¡Oh, que los hombres alabaran al SEÑOR por su bondad y por sus maravillosas obras para con los hijos de los hombres!
16. Porque él ha roto las puertas de bronce y ha cortado las barras de hierro.
17. Los necios, a causa de su transgresión y de sus iniquidades, son afligidos.
18. Su alma aborrece toda clase de comida; y se acercan a las puertas de la muerte.
19. Entonces claman al Señor en su angustia, y él los salva de sus aflicciones.
20. Él envió su palabra y los sanó, y los libró de sus destrucciones.
21. ¡Oh, que los hombres alabaran al Señor por su bondad y por sus maravillosas obras para con los hijos de los hombres!
22. Y que ofrecieran sacrificios de acción de gracias y proclamaran sus obras con regocijo.
23. Los que descienden al mar en naves, los que hacen negocios en las grandes aguas,
24. éstos ven las obras del Señor y sus maravillas en las profundidades.
25. Porque él manda y levanta el viento huracanado, que levanta sus olas.
26. Suben hasta el cielo, bajan de nuevo a las profundidades: su alma se derrite por la angustia.
27. Se tambalean y vacilan como un borracho, y están al límite de su ingenio.
28. Entonces claman al Señor en su angustia, y él los saca de sus angustias.
29. Él convierte la tormenta en calma, de modo que sus olas se aquietan.
30. Entonces se alegran porque están tranquilos; así los lleva a su deseado puerto.
31. ¡Oh, que los hombres alaben al Señor por su bondad y por sus maravillosas obras para con los hijos de los hombres!
32. Que también lo exalten en la congregación del pueblo y lo alaben en la asamblea de los ancianos.
33. Él convierte los ríos en desierto y los manantiales en tierra seca;
34. Una tierra fértil en estéril, por la maldad de los que la habitan.
35. Él convierte el desierto en agua estancada y la tierra seca en manantiales.
36. Y allí hace habitar a los hambrientos, para que preparen una ciudad para habitar;
37. Y siembran los campos y plantan viñedos, que pueden producir frutos de aumento.
38. Él también los bendice, de modo que se multiplican en gran manera; y no permite que disminuya su ganado.
39. Una vez más, son disminuidos y humillados por la opresión, la aflicción y el dolor.
40. Derrama desprecio sobre los príncipes y los hace vagar por el desierto, donde no hay camino.
41. Sin embargo, eleva al pobre de la aflicción y hace de él una familia como un rebaño.
42. El justo lo verá y se regocijará; y toda iniquidad cerrará su boca.
43. El que es sabio y observará estas cosas, comprenderá la misericordia del Señor.

## Comentarios
- Previos: Resumen concreto y original del Libro V: Salmos 107-150

El Libro V de los Salmos (107-150) se caracteriza por la presencia de varios conjuntos claramente definidos. Luego del Salmo 110, se encuentra una serie de cánticos de alabanza usados en las celebraciones pascuales (Salmos 111-118). Le sigue el grupo conocido como "cánticos de las subidas" (Salmos 120-134), que probablemente acompañaban peregrinaciones hacia Jerusalén. Después, aparece una colección de plegarias atribuidas a David (Salmos 138-145). Finalmente, los últimos cinco salmos (146-150) forman una unidad final destacada por su repetición del término “Aleluya”, centrada en la alabanza. A lo largo de esta sección predomina un tono litúrgico y celebrativo, con énfasis en glorificar a Dios. Algunos salmos funcionan como transiciones entre estos bloques temáticos.

### De la Iglesia católica

#### A todo el salmo
El Salmo 107 marca el inicio del Libro V con un tono sapiencial, como sucede en los comienzos de otras secciones del Salterio (Salmos 1, 73 y 90). Su ubicación no es casual: presenta a Dios como guía y salvador de su pueblo, reflejando su amor y providencia, de forma similar al Salmo 104, aunque aquí centrado en los seres humanos. El salmo empieza con una invitación a dar gracias a Dios por su misericordia, dirigida a los que han sido liberados (vv. 1-3). Luego describe cuatro situaciones extremas de angustia: viajeros perdidos en el desierto, prisioneros por causa del pecado, enfermos por sus culpas y marineros en peligro. En todos los casos, las personas claman al Señor y Él los libera (vv. 4-32), con estribillos que repiten la súplica (vv. 6, 13, 19, 28) y el llamado a agradecer (vv. 8, 15, 21, 31).
Después, el salmo enseña cómo Dios transforma las circunstancias, ayudando a los necesitados y derribando a los poderosos (vv. 33-42). Termina con una exhortación a la sabiduría y a reconocer la acción divina (v. 43). Este mensaje encuentra su plenitud en el Nuevo Testamento, especialmente en la Encarnación y en el anuncio del Reino de Dios por Jesús. La Virgen María reconoce esta dinámica divina en el Magníficat (Lc 1,53), cuando afirma que Dios "colmó de bienes a los hambrientos", reflejando la misma lógica del salmo: Dios actúa a favor de los humildes y necesitados.

#### A los versículos 17-43
Este salmo abre con una invitación litúrgica a dar gracias a Dios por su misericordia. Describe cómo personas en distintas situaciones de angustia —errantes, prisioneros, enfermos y marineros en peligro— claman al Señor y son liberadas. Cada relato sigue una estructura repetida: sufrimiento, súplica, ayuda divina y acción de gracias.
Usa imágenes poéticas que evocan tanto la historia de Israel (exilio, desierto, enfermedad) como experiencias humanas universales. La segunda parte muestra cómo Dios transforma la realidad: castiga y bendice según su voluntad, guiando la historia. El salmo concluye con una enseñanza sapiencial: los sabios comprenden que todo es obra de la misericordia divina, no del mérito humano.

## Estructura
El Salmo 107 está dividido en 43 versículos y es uno de los salmos más largos de la Biblia. En la Versión Reina-Valera (RV), está dividido en siete secciones, cada una de las cuales tiene un tema relacionado pero distinto. La primera sección, la más corta, comprende los versículos 1-3, una «introducción general»; el segundo, versículos 4-9; el tercero, versículos 10-16; el cuarto, versículos 17-22; el quinto, versículos 23-32; el sexto, versículos 33-38; y el séptimo y último, versículos 39-43. Una característica interesante del Salmo 107 que se encuentra comúnmente en los libros poéticos de la Biblia es su regularidad general. La longitud de las líneas es diferente, pero el tamaño de las divisiones seccionales originales es agradablemente uniforme. El tema del salmo avanza de una sección a otra. En el texto hebreo masorético, hay siete nun invertida (׆).
Las palabras «¡Oh, que los hombres den gracias al Señor por su bondad y por sus maravillosas obras a los hijos de los hombres!» aparecen como un estribillo en los versículos 8, 15, 21 y 31.

## Fecha
Los Salmos datan de entre los siglos XV y XIII a. C. y 400 a. C. Aunque no se sabe con exactitud cuándo se escribió el Salmo 107, lo más probable es que se escribiera durante una época de mayor unión entre el pueblo judío durante el reinado del rey David (1010-970 a. C.).

## Tema general
En general, el Salmo 107 se considera uno de los salmos históricos de Israel, junto con el Salmo 106 y muchos de los salmos reales, entre otros. El esquema general de los salmos históricos es contar la historia de un Dios que realiza «obras maravillosas» (versículo 8), aunque los israelitas, su pueblo elegido, han demostrado ser infieles. En la evaluación del salmista, los actos de infidelidad a menudo parecen corresponder a una eventual obra de misericordia impresionante del Señor. El salmo también incluye varios temas más específicos que enfatizan el tono general de alabanza y acción de gracias al Dios de Israel.

### Tema direccional
En la introducción, la primera sección del Salmo 107, se dice que el Señor reúne «a los redimidos... del oriente y del occidente, del norte y del sur» (v. 2, 3). A continuación, las cuatro secciones siguientes se refieren a personas que «vagaron por desiertos», «se sentaron en tinieblas y sombras», «enfermaron por sus caminos pecaminosos» y «bajaron al mar en barcos» (v. 4, 10, 17, 23). Cada uno de estos descriptores de ubicación corresponde a un punto cardinal, como se menciona en el tercer versículo del salmo. Los páramos desérticos mencionados en la segunda sección del salmo parecen indicar un «gran desierto oriental» que podría estar bajo el sol, que sale por el este. Asimismo, en la dirección opuesta, hacia el oeste, donde se pone el sol, se dice que los israelitas se sientan «en tinieblas y sombras» (v. 10). La correlación descrita en esta sección entre la oscuridad y la impotencia, sin la ayuda del Señor, se remonta a las descripciones del Antiguo Testamento de Abraham (Génesis 15:12). A lo largo de la historia hebrea temprana, se pensaba que el norte era la dirección más asociada con el mal y la iniquidad, lo que enfatizaba la correspondencia de la dirección del norte con la cuarta estrofa, que comienza con «algunos estaban enfermos por sus caminos pecaminosos, y debido a sus iniquidades sufrieron aflicción» (v. 17). Y finalmente, en la orientación de la región que Israel ocupaba en la época del Salmo 107, al sur se encontraba el mar, en paralelo directo con el comienzo de la quinta sección, «algunos descendieron al mar en barcos» (v. 23).

## Mensaje
El Salmo 107 es, sobre todo, un himno que conmemora el poder de Dios. A pesar de las transgresiones de los israelitas, el Señor los perdona. El salmo profundiza en este tema, diciendo que el Señor «convierte el desierto en estanques de agua... y allí deja habitar al hambriento» (v. 35, 36). Esta descripción de los milagros realizados por el Señor refuerza la imagen de las «obras maravillosas» mencionadas anteriormente en el salmo (v. 8). Sin embargo, las obras del Señor se mencionan en muchos salmos; lo que hace que el Salmo 107 sea algo inusual es su descripción de las obras del Señor como explicación para el pueblo. El salmo es un himno de acción de gracias al Señor «con el fin de dar a conocer [las obras del Señor] a la humanidad, para que ellos también puedan unirse a la alabanza de [el Señor]». Este concepto parece indicar que David ha escrito una especie de himno circulatorio agradeciendo al Señor por permitir a los israelitas agradecer al Señor. Estos temas concordantes de iluminación y gratitud se refuerzan mutuamente a lo largo del salmo y, de hecho, a lo largo del resto del quinto libro de salmos, del que el Salmo 107 es el himno de apertura.
Kirkpatrick sostiene que «los hombres» llamados a regocijarse en los versículos 8, 15, 21 y 31 no son personas en general, sino específicamente aquellos cuya liberación se ha descrito anteriormente (aquellos que «vagaban por el desierto por un camino desolado», versículo 4, etc.)

## Relevancia en el Nuevo Testamento
Como ocurre con gran parte del Antiguo Testamento, muchos cristianos entienden que el Salmo 107 presagia un acontecimiento registrado en el Nuevo Testamento. Un famoso relato de la vida de Cristo del capítulo cuatro del Evangelio de Marcos sigue a la quinta sección del Salmo 107, que describe la difícil situación y el eventual rescate de los que están en el mar. En la biografía de Jesús de Marcos, mientras él y sus discípulos están en una barca en el lago de Galilea, se levanta una tormenta. Jesús calma la tormenta diciendo: «¡Paz! ¡Callaos! (KJV). De la misma manera, el Salmo 107 describe a los israelitas en el mar cuando se levanta una tormenta. Las olas «subían hasta el cielo, bajaban hasta el abismo» (v. 26) y el Señor entonces «aplacó» (v. 29) la tormenta. El lenguaje de ambos pasajes es similar, lo que respalda las imágenes y la situación reflejadas que comparten las historias. El ser divino que calma la tormenta es también el mismo según la tradición cristiana: el Señor, ya sea Padre, Hijo o Espíritu Santo, es un solo ser. El versículo 10 se cita en Lucas KJV

## Importancia en la tradición
El Salmo 107 forma la pieza de apertura de la liturgia moderna para el Día de la Independencia de Israel que se encuentra en los libros de oraciones judíos sionista religioso libros de oración judíos. También se utiliza en la fe católica como parte de la Misa. En la misa católica romana, se leen selecciones del Salmo 107 en varias ocasiones a lo largo del año, siendo la más común durante el himno entre la primera y la segunda lectura. A menudo se cita en eventos relacionados con la armada y los marinos, como la botadura de barcos.

## Acompañamientos musicales
El versículo 1 del Salmo 107 es el texto de una ronda en alemán, «Danket, danket dem Herrn», con música tradicional del siglo XVIII. El salmo inspiró el himno de William Whiting «Eternal Father, Strong to Save».
Heinrich Schütz compuso una adaptación a cuatro voces de un texto métrico alemán, «Danket dem Herren, unserm Gott», SVW 205, para el Salterio Becker de 1628. George Dyson eligió versículos del salmo como texto para su Sinfonía coral, «Salmo CVII». Los versículos se utilizaron como texto del movimiento 3 de Lobgesang de Mendelssohn.